# IIIe législature de l'Assemblée des représentants du peuple
IIIe législature
IIe
Palais du Bardo
La IIIe législature de l'Assemblée des représentants du peuple s'ouvre le 13 mars 2023. C'est la troisième législature après la révolution tunisienne et la première après l'adoption de la Constitution de 2022. Elle est issue des élections législatives des 17 décembre 2022 et 29 janvier 2023.

## Composition de l'assemblée

### Sièges vacants
Parmi les 161 sièges composant l'Assemblée, on compte sept sièges qui restent vacants à l'issue des élections à cause de l'absence de candidats dans sept circonscriptions représentant les Tunisiens à l'étranger.

### Répartition par sexe
Malgré le principe de garantir la parité entre les hommes et les femmes à l'assemblée prévue dans la Constitution de 2022, on compte 25 femmes (16 %) contre 129 hommes (84 %) sur les 161 représentants. Il s'agit de la représentation féminine la plus basse depuis la révolution tunisienne.

### Répartition par âge
Parmi les 154 représentants élus, on en compte 8 (5,19 %) âgés de moins de 30 ans, 65 (42,21 %) entre 30 à 45 ans, 68 (44,16 %) entre 46 et 60 ans, et 13 (8,44 %) âgés de plus de 60 ans.

### Représentation des partis politiques
On compte 25 représentants issus de partis politiques, dont 12 du Echaâb, 7 du parti Voix de la République, 3 du mouvement Harak du 25-Juillet, 2 du Parti unifié des patriotes démocrates et 1 du parti Tunisie en avant. Cela représente 16,23 % des représentants, le reste étant des indépendants n'ayant pas d'appartenance partisane particulière.

## Groupes parlementaires
Selon l'article 13 du nouveau règlement intérieur du parlement, les groupes parlementaires sont créés au début de la période législative. La composition des groupes parlementaires de la IIIe législature est annoncée le 9 mai 2023, date limite de dépôt des déclarations de leur formation,. Le règlement intérieur indique également que les députés qui quittent leur groupe parlementaire ne peuvent pas en rejoindre un autre lors de la même législature.
- Répartition par groupes :    - Voix de la République (25)
  - Bloc national indépendant (21)
  - Honnêteté et travail (20)
  - Al Ahrar (19)
  - Pour que le peuple triomphe (15)
  - Ligne nationale souveraine (Echaâb-Watad) (15)
  - Indépendants (39)
  - Vacants (7)

Répartition par groupes : Voix de la République (25) Bloc national indépendant (21) Honnêteté et travail (20) Al Ahrar (19) Pour que le peuple triomphe (15) Ligne nationale souveraine (Echaâb-Watad) (15) Indépendants (39) Vacants (7)

Il existe six groupes parlementaires au sein de l'assemblée :
- Voix de la République : Il appartient au parti Voix de la République fondé par l'ancien ministre et homme d'affaires Ali Hafsi Jeddi. Le groupe est marqué par une tendance idéologique républicaine, social-liberale et féministe. Au début de la rentrée parlementaire de 2024-2025, le groupe compte 26 députés ; son président est Amel Meddeb[8],[9].
- Honnêteté et travail : Il inclut des députés indépendants et d'autres qui appartiennent à des partis politiques. Ses projets présentent un tendance réformiste et libérale sur le plan économique. Au début de la rentrée parlementaire de 2024-2025, le groupe compte 26 députés ; son président est Fakhri Abdelkhalek, ancien membre de l'Initiative[8],[9].
- Al Ahrar (Les Libres) : Il n'accepte que des technocrates indépendants. Au début de la rentrée de 2024-2025, le groupe compte 23 députés ; son président est Saber Masmoudi[8],[9].
- Bloc national indépendant : Il inclut des députés indépendants sans autres conditions si ce n'est le travail en groupe. Au début de la rentrée 2024-2025, le groupe compte 18 députés ; son président est Imed Ouled Jebril, ancien député de la précédente législature et ancien membre de Nidaa Tounes puis d'Au cœur de la Tunisie[8],[9].
- Pour que le peuple triomphe : Il est composé de députés indépendants. Les projets et déclarations de ce groupe présentent une tendance très influencée par le souverainisme du président de la République Kaïs Saïed et le socialisme sur le plan économique. Au début de la rentrée de 2024-2025, le groupe compte 17 députés ; son président est Ali Zaghdoud[8],[9].
- Ligne nationale souveraine : Il inclut les députés de deux partis politiques de gauche, Echaâb et Watad. Au début de la rentrée de 2024-2025, le groupe compte quatorze députés ; son président est Youssef Tarchoun[8],[9].

## Séance inaugurale

### Convocation
La première séance plénière de la législature est convoquée par décret présidentiel, signé par le président de la République Kaïs Saïed le 8 mars 2023 pour qu'elle se tienne le 13 mars.

### Déroulement
Le 13 mars, la séance inaugurale s'ouvre comme prévu. Les médias locaux et étrangers sont toutefois interdits de couvrir la séance, ce qui entraîne des protestations des journalistes et leurs syndicats devant le parlement.
Avant la proclamation de l'élection du nouveau bureau, la séance est présidée par Salah Mbarki, doyen de l'assemblée, assisté par Cyrine Boussandel et Ghassen Yamoun, les deux députés les plus jeunes.

### Élection du bureau

#### Président de l'Assemblée des représentants du peuple
| Brahim Bouderbala        | 48  | 31,79 | 83      | 55,33   |  |  |  |  |  |
| Abdessalem Dahmani       | 37  | 24,50 | 67      | 44,67   |  |  |  |  |  |
| Yosri Baouab             | 29  | 19,21 | Éliminé | Éliminé |  |  |  |  |  |
| Badreddine Gamoudi       | 21  | 13,91 | Éliminé | Éliminé |  |  |  |  |  |
| Faouzi Daass             | 6   | 3,97  | Éliminé | Éliminé |  |  |  |  |  |
| Hichem Hosni             | 6   | 3,97  | Éliminé | Éliminé |  |  |  |  |  |
| Chafik Zaafouri          | 2   | 1,32  | Éliminé | Éliminé |  |  |  |  |  |
| Maher Guetari            | 2   | 1,32  | Éliminé | Éliminé |  |  |  |  |  |
|                          |     |       |         |         |  |  |  |  |  |
| Exprimés                 | 151 | 98,05 | 150     | 97,40   |  |  |  |  |  |
| Inscrits / Participation | 154 | 100   | 154     | 100     |  |  |  |  |  |

#### Première vice-présidente de l'Assemblée des représentants du peuple
| Saoussen Mabrouk         | 36  | 31,86 | 87       | 67,44    |  |  |  |  |  |
| Amel Meddeb              | 28  | 24,78 | 42       | 32,56    |  |  |  |  |  |
| Mariem Cherif            | 15  | 13,27 | Éliminée | Éliminée |  |  |  |  |  |
| Syrine Mrabet            | 8   | 7,08  | Éliminée | Éliminée |  |  |  |  |  |
| Olfa Marouani            | 8   | 7,08  | Éliminée | Éliminée |  |  |  |  |  |
| Manel Bdida              | 7   | 6,19  | Éliminée | Éliminée |  |  |  |  |  |
| Fatma Mseddi             | 7   | 6,19  | Éliminée | Éliminée |  |  |  |  |  |
| Sonia Ben Mabrouk        | 4   | 3,54  | Éliminée | Éliminée |  |  |  |  |  |
|                          |     |       |          |          |  |  |  |  |  |
| Exprimés                 | 113 | 73,38 | 129      | 83,77    |  |  |  |  |  |
| Inscrits / Participation | 154 | 100   | 154      | 100      |  |  |  |  |  |

#### Deuxième vice-président de l'Assemblée des représentants du peuple
| Riadh Jaidane            | 58  | 41,73 | 69      | 48,94   |  |  |  |  |  |
| Anouar Marzouki          | 29  | 20,86 | 72      | 51,06   |  |  |  |  |  |
| Moez Ben Youssef         | 23  | 16,55 | Éliminé | Éliminé |  |  |  |  |  |
| Aymen Ben Salah          | 12  | 8,63  | Éliminé | Éliminé |  |  |  |  |  |
| Abdelhalim Bousamma      | 6   | 4,32  | Éliminé | Éliminé |  |  |  |  |  |
| Salah Sayadi             | 5   | 3,60  | Éliminé | Éliminé |  |  |  |  |  |
| Mohamed Yahyaoui         | 4   | 2,88  | Éliminé | Éliminé |  |  |  |  |  |
| Fakhreddine Fadhloun     | 2   | 1,44  | Éliminé | Éliminé |  |  |  |  |  |
|                          |     |       |         |         |  |  |  |  |  |
| Exprimés                 | 139 | 90,26 | 141     | 91,56   |  |  |  |  |  |
| Inscrits / Participation | 154 | 100   | 154     | 100     |  |  |  |  |  |

## Bureau

Brahim Bouderbala (indépendant), président.
Saoussen Mabrouk (indépendante), première vice-présidente.
Anouar Marzouki (indépendant), deuxième vice-président.

## Commissions
- Commission de législation générale, présidée par Yasser Grari ;
- Commission des droits et des libertés, présidée par Hela Jaballa ;
- Commission des relations extérieures, de la coopération internationale, des affaires des Tunisiens à l'étranger et de la migration, présidée par Aziz Ben Lakhdher ;
- Commission des finances et du budget, présidée par Issam Chouchen ;
- Commission de la planification stratégique, du développement durable, du transport, de l'infrastructure et de l'urbanisme, présidée par Chafik Zaafouri ;
- Commission de l'agriculture, de la sécurité alimentaire, hydrique et de la pêche, présidée par Slah Ferchichi ;
- Commission de l'industrie, du commerce, des ressources naturelles, de l'énergie et de l'environnement, présidée par Mohamed Mejdi ;
- Commission du tourisme, de la culture, des services et de l'artisanat, présidée par Yassine Mami ;
- Commission de la santé, des affaires de la femme, de la famille, des affaires sociales et des handicapés, présidée par Nabih Thabet ;
- Commission du règlement intérieur, lois électorales, lois parlementaires et fonction électorale, présidée par Mohamed Ahmed ;
- Commission de la défense, de la sécurité et des forces armées, présidée par Adel Dhief ;
- Commission de l'organisation et du développement de l'administration, de la transition numérique, de la gouvernance et de la lutte contre la corruption, présidée par Dellai Ridha ;
- Commission de l'éducation, de la formation professionnelle, de la recherche scientifique, des jeunes et du sport, présidée par Fakhreddine Fadhloun.